# Xenophylla
Xenophylla là một chi bướm đêm thuộc phân họ Tortricinae của họ Tortricidae.

## Các loài
- Xenophylla megalogona (Diakonoff, 1947)